# Grote centaurie
De grote centaurie (Centaurea scabiosa) is een vaste plant die behoort tot de composietenfamilie (Asteraceae). De soort staat op de Nederlandse Rode Lijst van planten als zeldzaam en matig in aantal afgenomen. Op de plant parasiteert de centauriebremraap (Orobanche elatior).
De plant wordt 30–120 cm hoog. De lange, donkergroene bladeren zijn veerdelig tot dubbel veerspletig.
De grote centaurie bloeit van juni tot oktober met roze tot roodpaarse, 1,5-2,5 cm grote, alleenstaande bloemen. De bloeiwijze is een hoofdje met buisbloempjes. Er is een krans van steriele, franjeachtige randbloemen. De omwindselbladen zijn evenals die van de bergcentaurie (Centaurea montana) franjeachtig ingesneden en hebben aan de top geen stekel.
De vrucht is een nootje en heeft een mierenbroodje. Het vruchtpluis is hygroscopisch.
De plant komt tussen het gras voor op hellingen op tamelijk droge, kalkrijke grond.

## Plantengemeenschap
De grote centaurie is een kensoort voor de klasse van kalkgraslanden (Festuco-Brometea), een klasse van plantengemeenschappen van bloemrijke, droge graslanden op kalkrijke bodems.
Het is ook een indicatorsoort voor het kalkgrasland, een karteringseenheid in de Biologische Waarderingskaart (BWK) van Vlaanderen en het Brussels Hoofdstedelijk Gewest met als code 'hk'.

## Toepassingen
De plant wordt ook uitgezaaid langs de grote rivieren van Nederland en gebruikt in siertuinen. 
De plant werd vroeger gebruikt voor medicinale doeleinden.

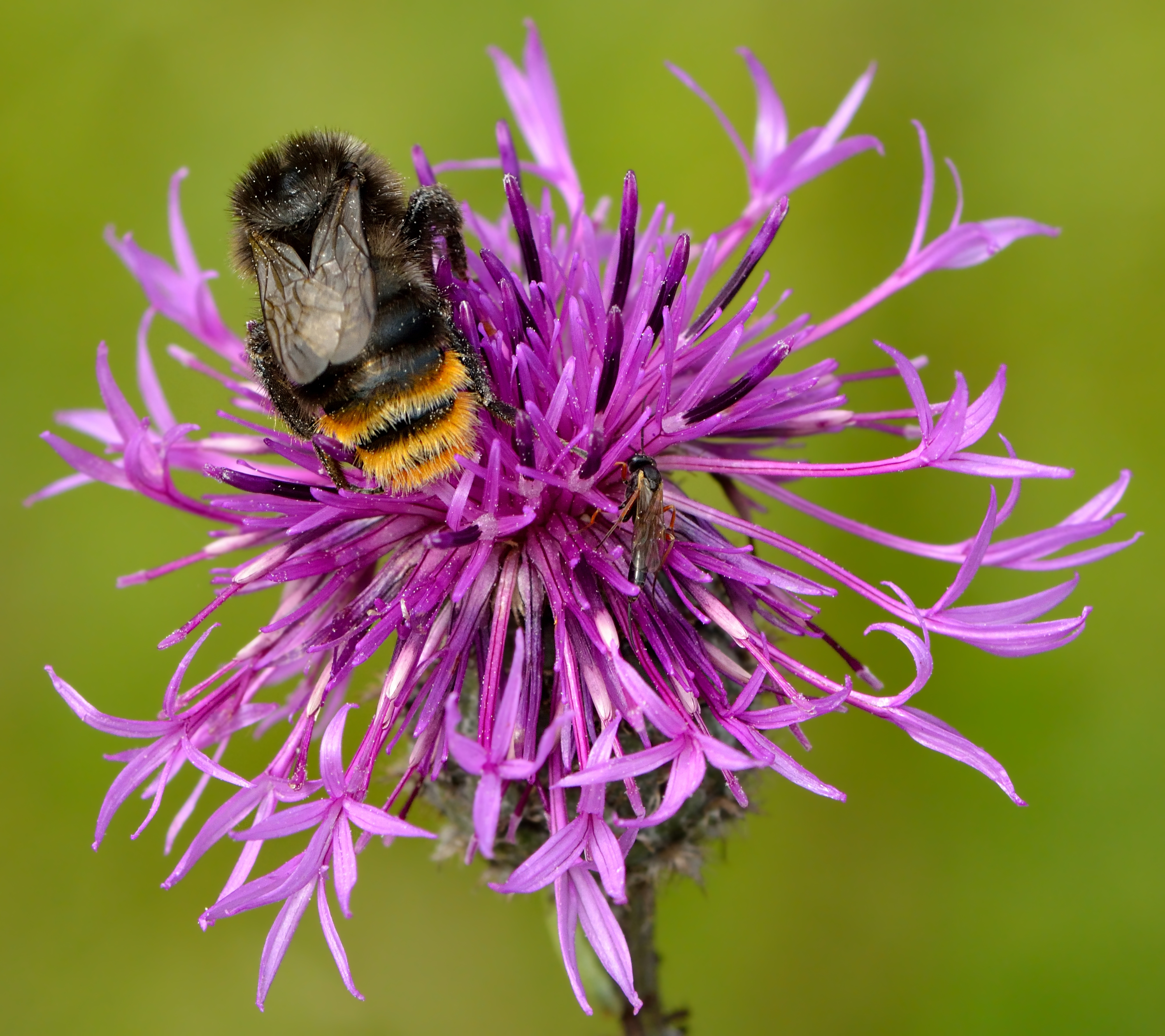